# Kenneth I
Kenneth I MacAlpin (gael. Coinneach Mac Ailpín; ur. ok. 810, zm. 8 lutego 858) – król Dalriady 841–858 i Piktów od 848.
Kenneth jako najstarszy syn króla Dalriady Alpina II objął po nim władzę w 841 r. W 843 wykorzystując piktyjskie pochodzenie swej matki oraz osłabienie Piktów normańskimi najazdami, narzucił królom piktyjskim swoją zwierzchność. Koronacja odbyła się w stolicy Piktów Scone. Ostatecznie po śmierci ostatniego króla piktyjskiego w 848 r. został pierwszym królem Szkotów i Piktów, co zapoczątkowało jednoczenie ziem Szkocji. Jego królestwo obejmowało ziemie na północ od zatok Firth of Forth i Firth of Clyde. Kenneth MacAlpin w 849 r. przeniósł relikwie św. Kolumby oraz stolicę kościelną z Iony do Dunkeld nad rzeką Tay.
Dwóch synów Kennetha: Konstantyn I i Aed zostało królami Szkocji, a jego trzy córki zostały wydane za mąż za władców sąsiednich królestw: Strathclyde, Dublina i Irlandii.
Po śmierci Kennetha I połączony tron szkocki i piktyjski objął jego młodszy brat Donald I.
Zjednoczone królestwa Szkotów (Dalriada) i Piktów nazywano w języku gaelickim Alba, a po łacinie Scotia. Tytułem królewskim był „król Szkotów” (łac. rex Scotorum).